# Harald Maier
Harald Maier (Judendorf, 17 november 1960) is een voormalig Oostenrijks wielrenner.

## Belangrijkste overwinningen
1981
- 5e etappe Ronde van Oostenrijk

1985
- 1e etappe Ronde van Trentino
- Eindklassement Ronde van Trentino

1986
- GP Industria & Commercio di Prato

1990
- 6e etappe Ronde van Oostenrijk
- Straßenengler Radsporttag

1991
- 1e etappe Ronde van het Baskenland

## Resultaten in voornaamste wedstrijden
| Jaar | Ronde van Italië | Ronde van Frankrijk | Ronde van Spanje |
| ---- | ---------------- | ------------------- | ---------------- |
| 1982 |                  | 78e                 | 59e              |
| 1983 | 30e              |                     |                  |
| 1984 |                  | opgave              |                  |
| 1985 | opgave           |                     |                  |
| 1986 |                  |                     |                  |
| 1987 | opgave           |                     |                  |
| 1990 |                  |                     |                  |
| 1991 |                  |                     |                  |
| 1992 |                  | 50e                 | 42e              |
| 1993 |                  |                     | opgave           |

| Jaar | Milaan-San Remo | Amstel Gold Race | Luik-Bast.‑Luik | Ronde van Lombardije |  | WK op de weg |
| ---- | --------------- | ---------------- | --------------- | -------------------- |  | ------------ |
| 1982 |                 |                  |                 |                      |  |              |
| 1983 |                 | 36e              |                 |                      |  |              |
| 1984 |                 | 45e              |                 |                      |  |              |
| 1985 |                 |                  |                 |                      |  | 5e           |
| 1986 | 81e             |                  |                 |                      |  |              |
| 1987 |                 |                  |                 |                      |  |              |
| 1990 |                 |                  |                 | 57e                  |  |              |
| 1991 |                 |                  | 103e            | 26e                  |  | 49e          |
| 1992 |                 |                  |                 |                      |  | 25e          |
| 1993 |                 |                  |                 |                      |  | 19e          |